# Weng’an
Weng’an (chinesisch 瓮安县, Pinyin Wèng’ān Xiàn) ist ein chinesischer Kreis im Autonomen Bezirk Qiannan der Bouyei und Miao im Süden der Provinz Guizhou. Weng’an hat eine Fläche von 1.961 km² und zählt 394.300 Einwohner (Stand: Ende 2018).